# Donsö kyrka
Donsö kyrka är en kyrkobyggnad som tillhör Styrsö församling i Göteborgs stift. Den ligger på Donsö i Göteborgs kommun.

## Historia
Byggnaden var ursprungligen ett begravningskapell som uppfördes 1932 efter ritningar av Gustaf Ljungman i anslutning till den på 1830-talet anlagda Donsö kyrkogård. Efter att ha bildat en kyrkostiftelse som samlade in pengar under flera år, kunde man 1954-1955 bygga om gravkapellet till en kyrka. 

## Kyrkobyggnaden
Ritningarna utfördes av Valdemar Bäckman och invigningen ägde rum den 30 januari 1955. Stilmässigt har kyrkan bevarat sitt utseende från början av 1900-talet. Den i väster belägna kyrkporten vittnar emellertid om sitt 1950-talsursprung. Tornet höjdes från sju till arton meter och fick en kopparklädd hög och smal tornspira, som ger kyrkan mycket av dess identitet. Ett tresidigt kor byggdes och en separat utbyggd sakristia tillkom. Långskeppet har ett tegeltäckt sadeltak som är valmat över koret. 
Interiören har vitmålade väggar och taket är träpanelerat. Fasta bänkkvarter med mittgång.  

## Klockstapel
Man tror att den fristående klockstapeln är samtida med kyrkogårdens anläggande på 1830-talet. Dess ursprungliga klocka från 1835, flyttades till kyrkan och i klockstapeln hänger sedan dess en annan klocka tillverkad på Götaverken1933. 

## Inventarier
De flesta inventarierna är gåvor. Altartavlan är målad av Folke Persson.

### Orgel
En orgel från A. Magnusson Orgelbyggeri AB tillkom 1973 och ersatte den gamla orgeln från 1955. Instrumentet har sex stämmor fördelade på manual och pedal.

## Kyrkogården

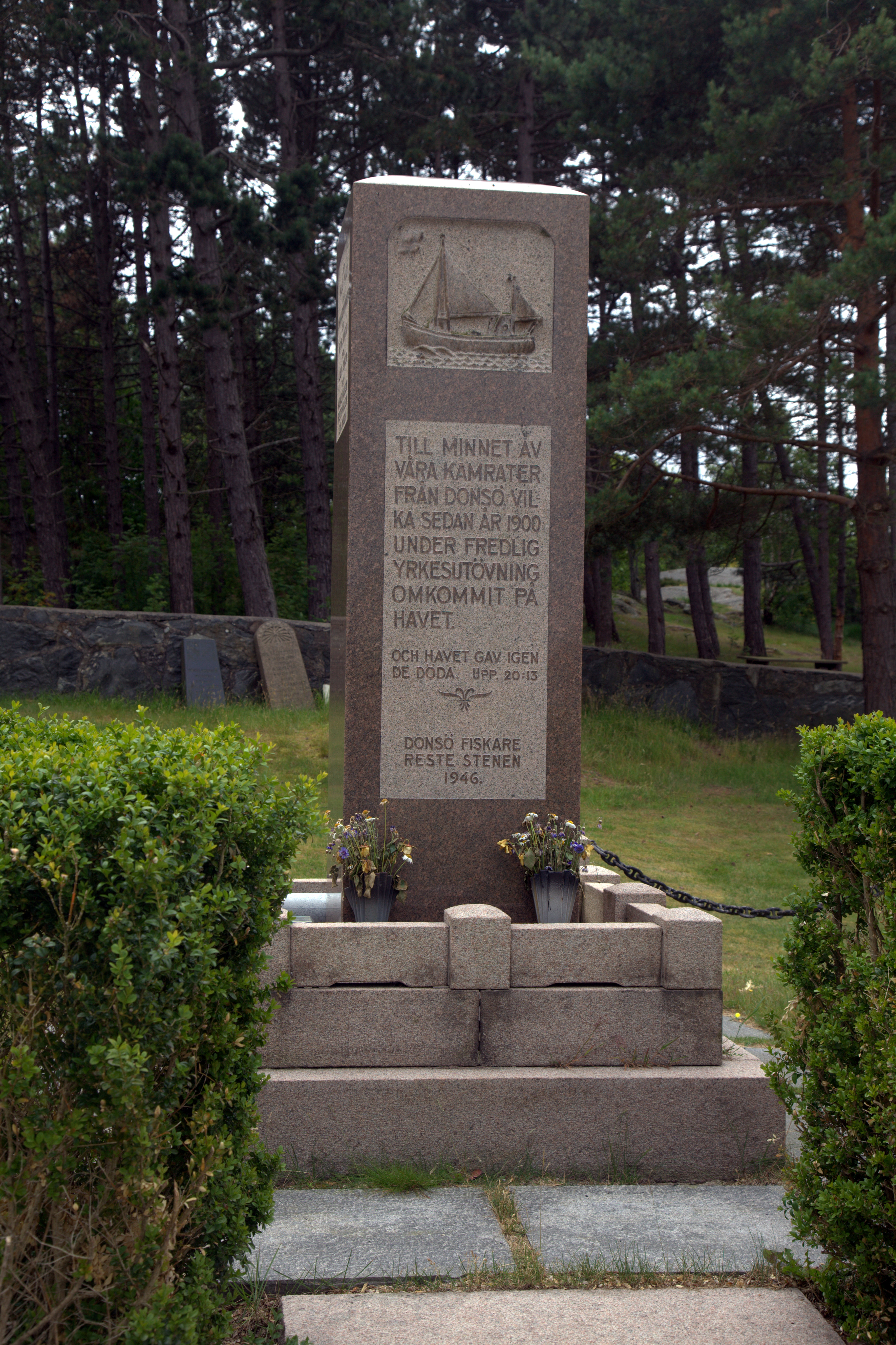
Minnesstenen.

Donsö kyrkogård invigdes 1834 och var från början en kolerakyrkogård. Den utvidgades 1999. På kyrkogården, intill kyrkan, finns ett minnesmärke över fiskare som omkommit till sjöss. Askgravlunden anlades 2005 och antalet gravar är 401.

### Webbkällor
- Göteborgs stifts orgelinventering 2006-2008
- ”Donsö kyrkogård”. Svenska Kyrkan - Kyrkogårdsförvaltningen i Göteborg. http://www.svenskakyrkan.se/goteborg/kgf/donso-kyrkogard. Läst 19 mars 2015.